# Lokve
Lokve är en ort i Bosnien och Hercegovina.   Den ligger i entiteten Federationen Bosnien och Hercegovina, i den centrala delen av landet, 14 km sydväst om huvudstaden Sarajevo. Lokve ligger 797 meter över havet och antalet invånare är 586.
Terrängen runt Lokve är kuperad norrut, men söderut är den bergig. Runt Lokve är det ganska tätbefolkat, med 93 invånare per kvadratkilometer.. Närmaste större samhälle är Sarajevo, 14,5 km nordost om Lokve. 
I omgivningarna runt Lokve växer i huvudsak blandskog.